# Bitstream Access
Bitstream Access (w skrócie BSA) – hurtowa usługa polegająca na zapewnieniu dostępu do lokalnej pętli abonenckiej przez dostęp do strumienia bitów na węźle realizującym transmisję danych pełniącego rolę punktu dostępu do usługi (PDU). Dzięki tej usłudze hurtowej, operatorzy korzystający są w stanie dostarczać własne szerokopasmowe usługi detaliczne do klientów podłączonych do sieci dostępowej operatora udostępniającego. Zbliżone możliwości zapewnia usługa LLU. Główna różnica w usługach polega na poziomie dostępu do sieci, do którego przyłącza się operator i koniecznych inwestycjach w rozbudowę sieci. Korzystanie z BSA nie prowadzi do rozwoju infrastruktury – operator de facto korzysta z już istniejącej infrastruktury. Usługa jest kierowana do operatorów, którzy nie mają własnych sieci dostępowych oraz posiadają ograniczony terytorialnie zasięg swoich sieci transmisji danych.

## Regulacja
Usługa BSA jest usługą, która podlega regulacji przez Prezesa Urzędu Komunikacji Elektronicznej. Prezes UKE regulując tę usługę określa podmiot o znaczącej pozycji rynkowej, który zobowiązany jest do świadczenia tej usługi oraz określa zasady jej świadczenia – m.in. zasady dostępu do usługi oraz ceny. Na podstawie takiej analizy Prezes UKE uznał, że regulacji podlega Orange Polska. Prezes UKE powinien co 3 lata dokonywać przeglądu tego rynku i stosować regulację dostosowaną do sytuacji rynkowej. Jeżeli rynek BSA lub jakiś jego obszar jest konkurencyjny, to Prezes UKE powinien uwolnić go od regulacji. W 2011 r. Prezes UKE zdecydował się na deregulację 11 obszarów gminnych, w tym Warszawę i Lublin. W 2014 r. deregulacja została rozszerzona na 76 gmin. 8 lutego 2018 r. Sąd Apelacyjny uchylił akt administracyjny deregulujący 76 gmin. Podstawą orzeczenia Sądu Apelacyjnego była, zdaniem sądu, niewłaściwa forma deregulacji – postanowienie zamiast decyzji. Orzeczenie sądu nie zmieniło statusu regulacyjnego 76 gmin – nadal są nieregulowane, gdyż poprzednia regulacja wygasła. Zgodnie z przepisami Prawa telekomunikacyjnego kolejna analiza powinna mieć miejsce w 2017 r.
Usługa BSA realizowana jest w oparciu o Oferty Ramowe zatwierdzane przez Prezesa UKE lub Oferty Komercyjne zawierane pomiędzy Operatorami na zasadzie dobrowolnych negocjacji.
Pierwsza Oferta Ramowa w zakresie BSA została wydana 10 maja 2006 r. Oferta ta nakładała obowiązek świadczenia usługi BSA na rzecz operatorów alternatywnych przez Orange Polska dla łączy miedzianych na terenie całej Rzeczypospolitej Polskiej.
Po licznych zmianach i aktualizacjach obecnie obowiązuje Oferta SOR (Super Oferta Ramowa) wydana w 2015, która umożliwia uwolnienie w ramach umowy BSA łączy miedzianych i światłowodowych. Z obowiązku świadczenia usługi BSA przez Orange Polska wyłączonych jest 76 gmin.

## Rozwiązania techniczne
W Unii Europejskiej dla łączy miedzianych podłączonych do sieci ATM i IP zostały zdefiniowane możliwe poziomy dostępu. W zależności od miejsca umiejscowienia PDU BSA w sieci Operatora, możemy wyróżnić poziomy BSA:
1. Poziom DSLAM – PDU zrealizowane na urządzeniu dostępowym DSLAM,
2. Poziom ATM – PDU zrealizowane na portach urządzeń ATM (możliwe dwa podpoziomy: dostęp na urządzeniu brzegowym sieci ATM i dostęp na poziomie węzła szkieletowego sieci ATM),
3. Poziom IPZ (IP zarządzany) – PDU zrealizowane na węzłach sieci IP (dostęp realizowany na urządzeniach BRAS),
4. Poziom IP NZ (IP niezarządzany) realizowany w oparciu o RILM w sieci IP bez konieczności budowy fizycznego PDU. Jest to prosta odsprzedaż szerokopasmowej usługi detalicznej świadczonej przez operatora udostępniającego.

W praktyce europejskiej w zasadzie nie spotyka się operatorów, którzy są zobowiązani do świadczenia usługi BSA na wszystkich możliwych poziomach dostępu BSA wymienionych powyżej. Zakres usługi BSA jest najczęściej określany na bazie architektury sieci, wykorzystanych technologii przez operatora udostępniającego oraz na podstawie analizy zasięgu sieci operatorów chcących skorzystać z tej formy dostępu do sieci.
Wraz z rozwojem sieci ETHERNET i wzrostem liczby łączy abonenckich realizowanych w oparciu o technologię światłowodową zostały zdefiniowane dodatkowe poziomy dostępu:
- Poziom OLT (Optical Line Terminal) – PDU realizowane na urządzeniu dostępowym OLT,
- Poziom ETH (Ethernet) – PDU realizowane na węźle sieci Ethernet.

Każdy PDU obsługuje inny obszar kraju, zatem liczba i rodzaj uwalnianych łączy abonenckich zależy od rodzaju, poziomu realizacji oraz zasięgu danego PDU.
Z poziomu ETH możliwy jest dostęp do łączy miedzianych, jak i światłowodowych.
Przy wykorzystaniu usługi BSA operator korzystający może zapewnić swoje usługi abonentom podłączonym fizycznie do sieci operatora udostępniającego usługę.
Fizyczne połączenie sieci operatorów znajduje się najczęściej na przełącznicy światłowodowej, na której wyprowadzone są porty z urządzeń pełniących funkcję PDU, lub w równoważnym miejscu.
Usługa BSA jest jedną z usług, jakie musi zapewnić beneficjent środków unijnych udostępnionych w ramach europejskiej Agendy Cyfrowej 2020.